# 一乗寺下り松

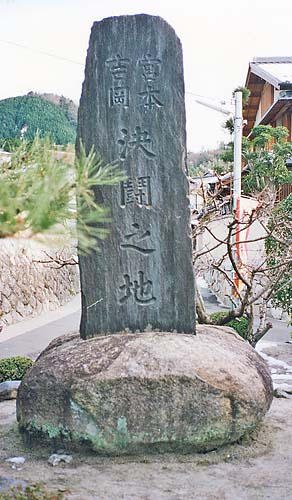
宮本吉岡決闘之地碑（堀正平建立）

一乗寺下り松（いちじょうじ さがりまつ）とは、京都市左京区一乗寺花ノ木町にある松の木、またはその場所を示す名称。曼殊院道と狸谷不動明王道が分岐する場所にある。
平安時代の昔から、近江から京に通じる交通の要衝にあり、旅人の目印として植え継がれてきた松で、現在の松は4代目である。平安時代中期から南北朝時代頃までこの地にあった一乗寺にちなんで名付けられている。
江戸時代初期、宮本武蔵が吉岡一門数十人と決闘を行った伝説（異説では北野七本松とも）でも有名で、1964年の映画「宮本武蔵 一乗寺の決斗」の舞台でもある。宮本武蔵が決闘に向かう途中立ち寄った八大神社は250m程東にある。
現地には松及び『宮本 吉岡 決闘之地』碑があり、隣接して『大楠公戦陣蹟』碑（足利尊氏と戦った楠木正成の陣所跡）が建てられている。

## 所在地・アクセス
所在地 京都市左京区一乗寺花ノ木町
最寄駅 叡山電鉄 一乗寺駅 （西へ600m）